# Rio Erges
Rio Erges a montante de Salvaterra do Extremo
O Erges (em castelhano: Eljas ou Erjas; em Xalimés (fala da Estremadura): Riu das Elhas é um rio que na maior parte do seu percurso define a fronteira hispano-portuguesa. É afluente da margem direita do Tejo.
Nasce em Espanha na serra de Gata, passando, no troço superior, entre as povoações de Valverde do Fresno e Elhas, onde é falado um dialecto galaico-português. Faz fronteira entre Portugal e Espanha durante cerca de 50 km, passando pelas ruínas do castelo de Salvaleón, pelas Termas de Monfortinho, por Salvaterra do Extremo, pelo castelo de Peñafiel, por Segura (sob a ponte romana). Desagua no Tejo cerca de 12 km a jusante de Alcântara.
A jusante de Salvaterra do Extremo, o curso do Erges banha o Parque Natural do Tejo Internacional.

## Afluentes
O Erges tem por principais tributários, na margem esquerda, o rio de la Vega e a ribeira Trevejana e, na margem direita, o arroyo Sobreros, o rio Porqueros, o rio Bazágueda e a ribeira de Arades.